# 138P/Shoemaker-Levy
138P/Shoemaker-Levy 7, komet Jupiterove obitelji. 